# Flowers Hills
Die Flowers Hills sind eine Gruppe von Hügeln im westantarktischen Ellsworthland. Sie erstrecken sich südlich der Mündung des Dater-Gletschers über eine Länge von 30 km entlang des Ostrands der Sentinel Range des Ellsworthgebirges und erreichen Höhen zwischen 1240 m und 1390 m.
Der United States Geological Survey (USGS) kartierte sie anhand eigener Vermessungen und mithilfe von Luftaufnahmen der United States Navy zwischen 1957 und 1959. Das Advisory Committee on Antarctic Names benannte sie 1961 nach Edwin Calvin Flowers (1927–2010), Meteorologe auf der Südpolstation im Jahr 1957.